# Ksenobioza
Ksenobioza – stosunki u owadów społecznych, w których kolonie jednego gatunku żyją w gniazdach drugiego, swobodnie poruszają się wśród gospodarzy, korzystają z pożywienia zmagazynowanego przez gospodarzy, a nawet uzyskują je od nich na drodze trofalaksji (w niektórych przypadkach może to być jedyny sposób jego zdobywania), jednakże w dalszym ciągu trzymają swe potomstwo osobno. Ponieważ organizmy ksenobiotyczne wykorzystują gospodarzy, taki rodzaj wspólnego gniazdowania jest uważany za rodzaj pasożytnictwa społecznego. Interakcja ta jest dla gatunku ksenobiotycznego obligatoryjna.  
Znane gatunki ksenobiotycznych mrówek należą do rodzajów Formicoxenus, Polyrhachis i przypuszczalnie Megalomyrmex. Gospodarze należą do rodzajów Formica, Manica, Myrmica, Diacamma, Rhytidoponera, Camponotus, Myrmicaria. Oznacza to, że między gatunkami obu stron tej interakcji nie ma bliższego pokrewieństwa. Osobniki ksenobiotyczne są mniejsze od gospodarzy i tworzą nieliczne, do stu osobników, kolonie.    